# 丸山未沙希
丸山 未沙希（まるやま みさき、1986年11月1日 - ）は、日本の女性声優。懸樋プロダクション所属（2015年4月 - ）。宮崎県出身（京都府出身の場合もある）。

## 人物
以前は青二プロダクション（ジュニア）所属。青二塾東京校第28期卒業。
特技はイラスト、散歩、写真。

## 出演作品

### テレビアニメ
2008年
- 西洋骨董洋菓子店 〜アンティーク〜（女性C、客）

2010年
- あにゃまる探偵 キルミンずぅ（女子高生）

2011年
- 異国迷路のクロワーゼ The Animation（女性1）
- うさぎドロップ（お天気お姉さん）
- よんでますよ、アザゼルさん。（女子生徒）

### ゲーム
- イースvs.空の軌跡 オルタナティブ・サーガ（セラ）
- Angelic Crest（タイア、ソニアト）
- 戦場のヴァルキュリア3 -Unrecorded Chronicles-（エイダ・アンゾルゲ、アニカ・オルコット）
- テイルズ オブ エクシリア
- Lucian Bee's RESURRECTION SUPERNOVA（李玉蘭）

### テレビ
- スーパーモーニング
- 世界の果てまでイッテQ!
- タカトシ×くりぃむのペケ×ポン
- 秘湯ロマン

### 舞台
- コードギアス 反逆のルルーシュ 騒乱 前夜祭（イヴ）（井上直美）[5]
- ミュージカル 忍たま乱太郎（トモミ）

### ラジオドラマ
- 青山二丁目劇場 人魚のハンドルキーパー（中山沙貴子）[6]